# 인디언 보호구역
인디언 보호구역 (Indian reservation) 혹은 원주민 보호구역은 미국 연방정부가 인정한 아메리카 원주민 부족들이 인디언 보호국(BIA)의 허가 아래 주의 통치를 받지 않고 일정한 자치를 누리는 공간이다. 326개의 원주민 보호구역이 존재한다. 현재 미국 내에는 567개의 부족들이 거주하는데, 이들이 모두 원주민 보호구역을 할당받는 것은 아니다. 어떤 부족은 한개 이상의 보호구역을 가지고 있는 반면, 어떤 부족은 다른 부족과 보호구역을 공유하기도 한다. 게다가 아메리카 원주민들의 유목적인 전통을 금지하고 정주문명을 강제한 도스법(Dawes Act)으로 인해서 많은 보호구역들은 부족, 개인, 그리고 사유지 등으로 파편화되어있어 월경지가 발생하기도 한다. 이러한 사유지, 공유지, 부족소유지 등의 혼용은 행정적, 정치적, 법적 어려움을 야기하고 있다.
인디언 보호구역의 총 면적은 227,000 제곱킬로미터로, 아이다호주의 크기와 맞먹는다. 대부분의 인디언 보호구역은 크기가 작지만, 이중 12개의 보호구역들은 로드 아일랜드주보다도 크다. 가장 면적이 큰 보호구역은 나바호 자치국으로서, 웨스트 버지니아주의 크기와 맞먹는다. 보호구역은 미국 곳곳에 불규칙하게 퍼져있으며, 대부분은 미시시피강 서쪽에 있거나 이전에 조약 등으로 아메리카 원주민들에게 할당된 땅이다.
이러한 보호구역들은 제한되어 있지만 부족 주권을 가지기 때문에 주변 지역이랑 법령이 차이가 날 수 도 있다. 이러한 원주민 보호구역 자치 법령은 관광객 유치를 위해 카지노의 건설을 허용하는 등, 미국의 다른 지역과는 법을 달리하는 경우가 많다. 부족 협의회는 지역, 혹은 미국 연방정부와는 다르며, 보호구역 내의 사법권을 가지고 있다. 법령은 보호구역마다 차이가 있으며, 보호구역 외부의 정부 형태를 공유할수도, 아니할수도 있다. 대부분의 아메리카 원주민 보호구역은 미국의 연방정부에 의해 할당되었으며, 미국 역사 초기에 주에서 인식한 원주민 부족이 그 시초다.
"Reservation"이라는 명칭은 미국 헌법이 비준될 당시 원주민들을 독립된 주권을 가지고 있는 존재로 인식한 데에서 기원한다. 미국 건국 초기에 아메리카 원주민 부족들이 넓은 면적의 영토를 미국에 할양할 때 맺어진 조약에서는 원주민들의 영토를 독립된 주권을 가진 원주민들의 몫으로 지정된(reserved) 땅으로 보았다. 이것이 굳어져 원주민들의 영토, 즉 보존구역이 "Reservation"이라고 불리게 되었다. Reservation이란 말에는 한국어로 지정해두다, 예약하다, 보호하다라는 뜻이 있다. 한국어로 '보호구역'이라고 하면 원주민들이 미국 정부의 통제 아래 보호를 받으며 제한된 자치권을 누리는 구역이라는 어감이 강한 반면, 원어의 Reservation은 원주민이 독립된 주권을 가진 그들에게 소유권이 있는 "영토"라는 어감이 강하다. 즉 원래 Indian Reservation이란 말은 '인디언을 보호하는 구역'이란 뜻이 아니라 '인디언을 위해서 예약/할당된 구역(an area reserved for Indians)'이라는 뜻이다. "보호구역"이라는 의역이 사용된 이유는 Reservation이라는 용어가 이후 연방정부가 원주민 부족들을 강제로 이주시키고, 원주민들에게 제한된 주권이 부여된 오늘날의 보호구역 체제를 성립하고 나서도 사용되었기 때문이다. 본 문서에서는 Reservation을 모두 "보호구역"으로 번역하나, 미국 초기 역사의 보호구역과 오늘날의 보호구역은 개념이 다르다는 것을 먼저 알아둬야 한다.
오늘날 대부분의 아메리카 원주민과 알래스카 원주민은 보호구역 밖에서 거주하며, 주로 피닉스, 로스앤젤레스 등의 서부 지역에 분포한다. 2012년을 기준으로 250만명의 아메리카 원주민이 있었으며, 이중 백만명 정도만이 보호구역 내에서 거주했다.

## 역사

### 식민지와 미국 건국 초기
유럽인들이 아메리카 식민지를 만들기 시작했을 때, 그들은 종종 자신들이 점령한 땅 안에 있는 원주민들을 밖으로 내쫓았다. 이러한 과정은 조약을 통해서 이루어지기도 하였고, 강제로 추방되기도 하였고, 폭력을 사용하기도 하였으며, 아주 가끔 상호간의 동의 하에 자발적인 이주도 존재했다. 이러한 추방 정책으로 인해 원주민들은 생계 수단을 잃고, 농경지를 잃었으며, 이에 따라 부족간의 갈등도 심화되었다.
첫번째 보호구역은 "브라더톤 원주민 보호구역"으로서, 1758년 9월 29일 뉴저지주 남부에 설치되었다. 이 보호구역은 3284 에이커(약 13.3 제곱킬로미터)였다. 오늘날 이 구역은 Indian Mills라고 불리는 마을이 되었다.
1764년 "차후 인디언 상황 관리에 대한 계획"이 영국 상무청에 의해 발의되었다. 해당 계획은 정식으로 받아들여지지는 않았지만, 이 계획으로 인해 대영제국 정부는 개인의 토지 구입을 막고 공공의 합의를 통한 식민지 정부의 토지 구입만을 허용하는 정책을 추진하고자 했다. 또한 이후 식민지 정부가 원주민들과 경계를 지정할 때에는 원주민들과 직접 의논하여 결정하게끔 했다.
이로 인해 개인이 원주민의 토지를 사들이는 것이 금지되었고, 대신 조약을 통해서만 원주민들의 토지를 얻을 수 있게 되었다. 이러한 정책은 미국 독립혁명 이후의 신생 미국 정부 역시 채택하였다.
1824년 3월 11일, On 11 March 1824, 존 C. 칼훈은 미국 전쟁부 산하 기관으로 인디언 사무국(Office of Indian Affairs)을 창설한다. 이는 당시 존재하던 원주민 부족과의 토지 문제를 38개의 조약을 통하여 해결하기 위함이었다.

### 1850년 이전의 원주민 보호구역

#### 미국 대통령의 편지 (1825–1837)
1825년, 미국의 대통령 앤드루 잭슨은 "인디언 사무와 관려된 조약, 법령, 그리고 규제"라는 문서에 서명했다. 앤드루 잭슨은 "우리는 사회의 이익을 위하여 인디언 보호구역을 더 나은 주로 옮겼다"라고 말했다. 이 편지는 아이작 셸비와 미국 대통령에 의해 서명되었고, 원주민 부족에 대한 규제들과 원주민 부족들의 외부로부터의 분리 정책에 대해 논의하면서 현재의 보호구역 시스템의 모태가 되는 체계에 대해 논의했다.
1837년, 미국의 8대 대통령 마틴 밴 뷰런은 등대를 건설하기 위해 사기나우 치페와 부족과 조약을 체결했다. 1850년 이전에는 미국 대통령이 원주민 부족과의 조약을 체결하는데 직접 관여했다. 마틴 밴 뷰런은 " 미시간주에 있는 그들의 모든 토지는 그들의 이익을 위해 공공 토지 기관에 판매되었으며, 실제 수익이 그들에게 지불되었다"라고 말하였다.
1838년 미국 국무장관 존 포사이드에 의해 체결된 오나이다족과의 조약은 오나이다족 원주민들이 어디에 살아야 하는지를 규정했다. 조약에 따르면 이들은 미국의 보호구역 시스템 아래 살아가야 했으며, 사가나우 만 서쪽에 5년간 사는 것이 허용되었다. 1850년 이전의 원주민 보호구역은 5년이라는 최대기간을 넘을 수 없었다. 해당 조약 2조에는 "아나가리스강과 라이플강 보호구역의 원주민들은 5년간 해당 지역의 용유권과 점유권을 가진다"라고 되어 있었다. 원주민들은 이렇게 5년이라는 짧은 시간 동안만 구역 점유를 허용받는 등의 제약을 받았다.

#### 초기 버지니아 식민지의 토지 매매 (1705–1713)
학자 벅 우드워드는 주지사 윌리엄 H 카벨의 행정 문서인 "버지니아 안테벨룸의 인디언 토지 매입"이라는 문서 등을 근거로 하여 1705년 전후의 버지니아 식민지의 인디언 토지 매입에 대한 문제를 다룬다. 벅은 "식민지 정부가 투스카로 전쟁의 결과로 맺은 1713년의 조약에서 노토웨이족의 토지 권리를 인정하였다"라고 주장했다.

#### 미국에서의 원주민 보호구역 시스템의 태동 (1763–1834)
미국의 원주민 보호구역 시스템은 대영제국 정부가 원주민들의 토지에 있는 자원을 보존하기로 한 "1763년 왕정 선언"을 기점으로 시작되었다. 이러한 원주민 보호구역 시스템을 더욱 확고이 한 사건은 바로 1830년 미국 의회가 "인디언 이주법"을 통과시킨 것이다. 이에 그치지 않고 1884년 미국 의회는 문명화된 다섯 부족을 미국 남동부에서 추방시키는 비교섭법(Non-Intercourse Act of 1834)를 통과시켰다. "1763 왕정 선언", "1830 인디언 이주법", 그리고 "1834년 비교섭법"을 통하여 미국은 현재와 같은 인디언 보호구역 제도를 더욱 공고히 하였다.

#### 1834년 통상 및 교섭법 (1834)
1834년 통상 및 교섭법은 인디언의 영토를 규정했다. 미국은 원주민 보호구역의 위치에 따라서 각각 법령을 적용했다. 이 법으로 인해 인디언들의 영토는 크게 줄어들었는데, 연방정부는 "미국-멕시코 전쟁에 군사를 보내고 오리건과 캘리포니아를 건너는 미국의 이민자들을 보호하기 위함"이라는 구실을 대었다.

#### 텍사스에서의 원주민 보호구역 (1845)
텍사스 공화국을 통해 나중에 미국에 합류한 텍사스의 경우는 자신들만의 독자적인 원주민 보호구역 정책이 있었다. 학자인 조지 D 하몬에 따르면 "1845년 이전에 텍사스는 자신들만의 독자적인 인디언 정책을 제정했다"고 한다. 1840년 텍사스는 원주민들에게 아주 좁은 면적의 땅을 주었는데, 이는 백인들의 텍사스 구역 식민화를 추진하기 위함이었다. 한편으로 1847년 3월, 연방정부는 텍사스 주로 요원을 보내 텍사스의 인디언 정책을 관리하고자 했으며, 결국은 연방의회가 관련 법령을 제정하기에 이른다.
이렇듯 미국 정부는 식민화를 위해 텍사스 등의 주로 하여금 원주민들과 자체적인 조약을 체결할 수 있도록 하였다.

### 원주민 추방 정책의 태동 (1830–1868)
1830년의 인디언 이주법은 유럽계 거주민이 거주하는 지역에서 원주민들을 강제로 내쫓은 미국 연방정부의 정책의 일환이었다.
한 가지 예시로는 문명화된 다섯 부족이 있다. 이들은 본래 미국의 남동부에 거주했지만, 인디언 이주법으로 인하여 인디언 준주, 오늘날의 오클라호마 지역으로 강제로 이주당한다. 이것을 눈물의 길이라고 부른다. 오클라호마로 이주당한 부족들의 영토는 인디언 보호구역이 되었다.
이어서 1851년 미국 연방의회는 인디언 세출법을 제정하여 오늘날 오클라호마 지역에서의 인디언 보호구역 할당을 공식적으로 인정하였다.
한편으로는 자원을 찾아 미국 서부로 몰려드는 백인들과 원주민들의 관계는 점점 나빠져 갔다.

#### 강제 동화 정책 (1868–1887)

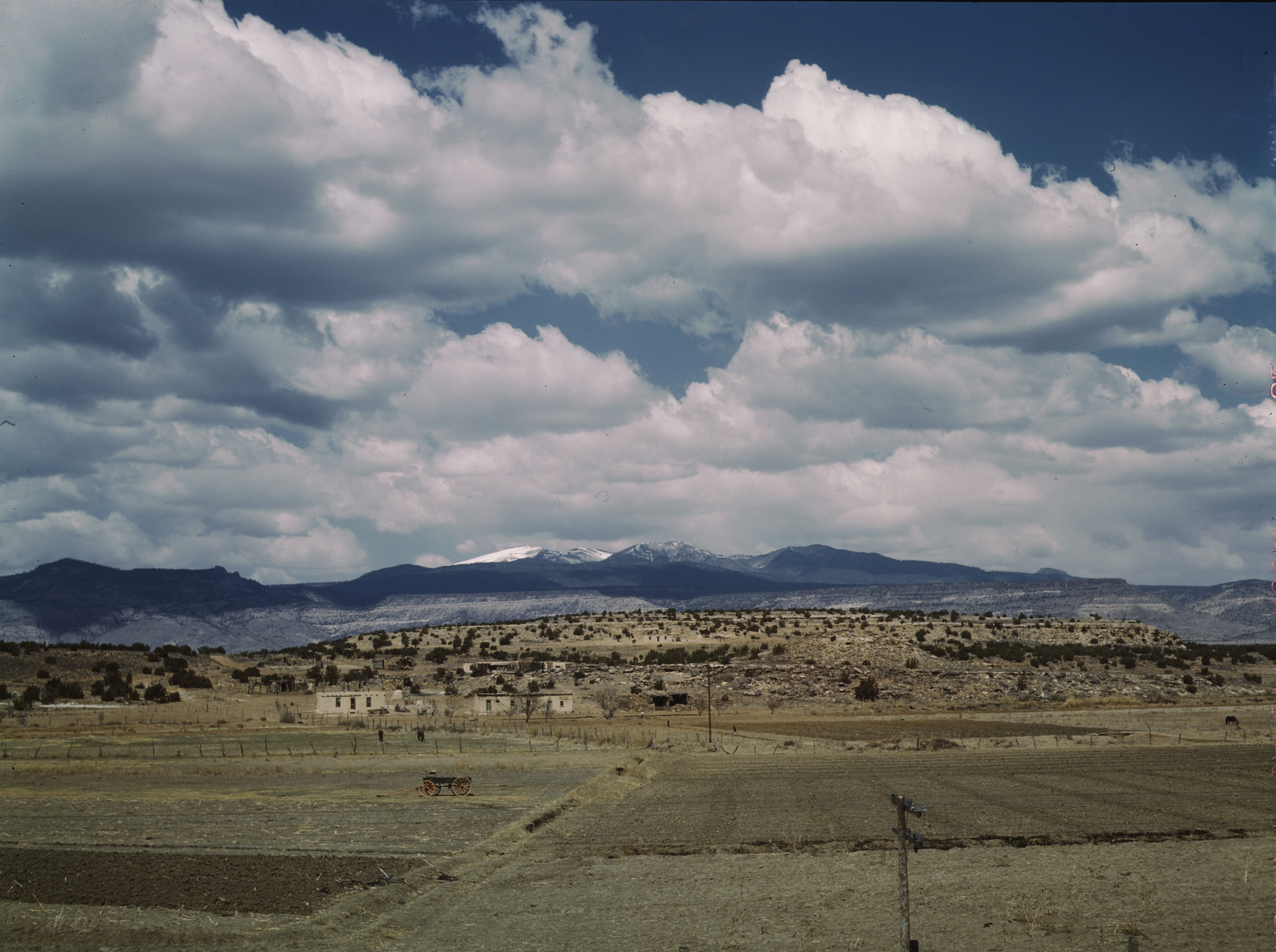
1943년에 촬영된 뉴멕시코에 위치한 러구나 인디언 보호구역. 대부분의 보호구역들은 농업보다는 목축업에 적합한 서부 지역에 위치한다.

1868년 미국의 대통령 율리시스 그랜트는 "평화 정책"을 펼치며 무력 사용을 피하고자 하였다. 이 평화 정책에는 인디언 행정에 대한 개혁을 포함하였는데, 이 개혁이라는 것이 원주민들을 자신들이 본래 살던 땅에서 끄집어내서 특정 토지에 정주시키고 원주민들에게 선교사를 파견해 기독교로 개종시키는 것이었다. 이중 퀘이커들이 가장 선교에 적극적이었다.
당연하게도 이 정책은 시작부터 많은 논란을 일으켰다. 이 시기 원주민 자치구역은 대부분 미국 대통령의 행정명령을 통해 할당되었다. 하지만 대부분의 경우, 백인 개척민들이 몰려들어 땅을 빼앗아서 보호구역의 영역이 점점 좁아지는 일이 일상다반사였다. 1868년에 의회에 제출된 보고서를 보면 당시 연방 원주민 사무국의 부패를 흔하게 찾아 볼 수 있으며, 이주당한 원주민들의 삶은 시궁창이었다.
대부분의 원주민 부족들은 처음에는 이주 명령을 무시했다. 하지만 이내 미국 정부는 그들의 보호구역 이주를 강제하였고, 원주민들은 따를 수밖에 없었다. 또한 원주민들의 전통적인 생활방식인 유랑생활을 금지하기 위해 미군을 투입하여 이들의 정주생활을 강제하였다. 이 과정에서 원주민들과 많은 충돌이 일었으며, 심지어는 전쟁이나 학살도 벌어졌다. 이중 가장 잘 알려진 분쟁은 1876년과 1881년 사이에 북부 평야에서 벌어진 수 전쟁으로, 리틀빅혼 전투 등의 전투가 벌어졌다.
1870년대 후반에 들어서 그랜트 대통령의 정책은 원주민과의 피튀기는 전쟁으로 희생자만 낳은 실패한 정책으로 취급되었다. 결국 1877년, 미국 대통령 러더퍼드 헤이스는 그랜트 대통령의 정책을 폐기하기 시작했다. 1882년까지 모든 종교 단체들의 원주민 보호구역에서의 권한들은 모두 연방 인디언 사무국에 양도되었다.

#### 보호구역의 개인화 (1887–1934)
1887년 미국 의회는 도스 법을 제정했다. 이 법령의 제정으로 미국의 원주민 정책은 크게 변화했다. 기존에는 부족 전체에게 보호구역을 할당했지만, 도스법의 제정 이후로는 부족원 개개인들에게 작은 토지를 할당하는 방식으로 바뀌었다. 심지어는 백인 개척민들에게 "초과지"를 할당하는 방식으로 원주민 보호구역의 영역을 줄이기도 하였다. 이러한 개인 할당지 정책은 1934년까지 지속되었으며, 1934년 의회에서 인디언 재편법이 통과되면서 중단되었다.

#### 인디언 뉴딜 (1934–현재)
1934년의 인디언 재편법은 "인디언 뉴딜"이라고도 불렸다. 인디언 재편법은 원주민들에게 새로운 권리를 부여해 주었고, 사유화된 그들의 공유지나 시설을 원주민 부족에게 돌려주며 부족 주권을 보장해 주었다. 또한 이 재편법으로 개인에게 할당지를 부여하는 방식은 천천히 사라져 갔고, 백인 정착민들에게 "초과지"를 할당하는 일도 없어졌다.
그 후 20년간 미국 연방정부는 원주민 보호구역의 인프라 시설, 보건, 교육에 투자하게 된다. 뿐만 아니라 연방정부는 약 8000제곱킬로미터의 땅을 원주민 부족들에게 반환하였다.
하지만 이후 10년 동안 연방정부는 또다시 정책을 급선회하였다. 새로운 인디언 위원회의 위원인 마이어와 에몬스는 "인디언 철수 프로그램"을 내세우면서 원주민들에 대한 연방정부의 책임과 개입을 종식시키고 원주민들을 강제로 동화시키기 시작했다.
원주민들은 자신들의 영토를 잃는 대신에 보상을 받아야 했지만, 대부분 경우에는 보상조차 받지 못하였다. 이러한 정책은 원주민들의 불만과 사회적인 지탄을 받고 중단되었지만, 이 정책으로 인해 쿠샤타족, 우테족, 파이우트족, 메노미니족, 클라마스족을 비롯한 캘리포니아의 114개 부족이 연방정부의 원주민 인정을 받지 못하게 되었다. 그들은 대부분 도시로 이주되었다. 이후 해당 부족들이 다시 원주민으로서 인정받고 원주민 보호구역을 할당받은 후, 도시로 이주한 원주민들의 3분의 1은 원주민 보호구역으로 귀향했다.

## 보호구역에서의 토지 권리
보호구역 제도가 도입됨에 따라 부족들의 영토는 파편화되었고 그들의 전통 역시 시간이 지남에 따라 사라져 갔다. 연방정부는 보호구역에 적용되는 몇가지 규제를 만들었는데, 첫번째는 군사에 관한 것이고, 두번째는 인디언 사무국(BIA)에 관한 것이다. 연방 법령에 의해 원주민 보호구역 내의 토지에 대한 권리는 전적으로 부족에게 있다. 보호구역의 부족은 토지 사용 및 계획, 분할, 토지 협상, 그리고 벌목과 채광을 위한 토지 대여에 관한 사안들을 결정한다.
부족들은 보호구역 외부와는 다른 경제 기반을 둘 수 있다. 목장, 농업, 관광, 그리고 특히나 카지노가 있다. 부족들은 자신들의 부족이나 다른 부족, 또는 원주민이 아닌 사람들을 고용하여 사업을 운영한다. 그들은 원주민 상점을 운영하기도 하고, 주유소를 운영하기도 하고, 박물관을 운영하기도 한다.
부족들은 방목을 하거나 경작지를 이용하는 등, 보호구역 내의 자원을 활용할 수 있다. 또한 보호구역 내에서 집을 지을 수도 있다. 또한 부동산을 공동소유 할수도 있다. 이는 보호구역 이전 시대의 원주민 전통을 따른 것이다.

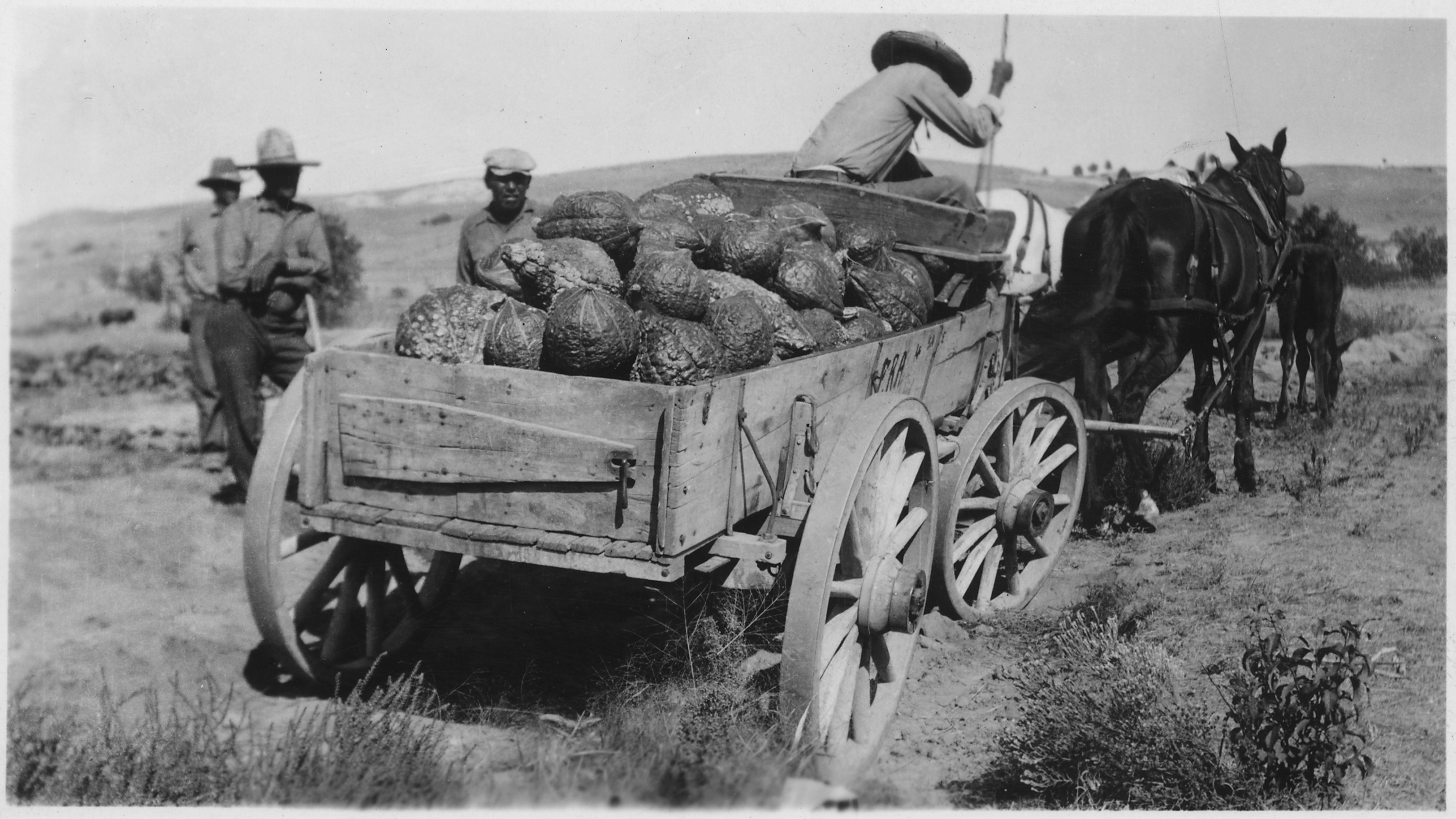
로즈버드 인디언 보호구역에서 애호박을 싣고 가는 왜건 ca. 1936

역사 문단에 나와 있듯이, 1887년 미국은 도우법을 제정하면서 원주민 보호구역을 개인화 시키고자 하였다. 대체로 원주민들은 가족 소유나 보호구역 제도 이전의 시스템을 유지하였다. 그러나, 도스법의 제정으로부터 인디언 재편법이 통과된 1934년까지 많은 보호구역들이 파편화되었다.
보호구역의 할당에 관해 다음과 같은 규칙들이 있다:
- 개인은 할당된 토지를 판매하거나 양도할 수 있다.
- 할당지를 부여받은 개인이 유언을 남기지 않고 죽으면 해당 토지는 복잡한 상속 관계 속에 놓인다. 의회는 상속으로 야기되는 혼란을 최소화하고자 부족에게 재정 보조금을 지급함으로써 파편화된 사유지들을 사들일 수 있게 하였다.
- 비원주민 주민들이 늘어남에 따라 보호구역 내의 인구분포는 크게 변화했다. 따라서 부족들은 자신들의 보호구역에 대한 완전한 통제권을 가지지 못한다. 비원주민 토지 소유자는 지역 정부에 세금을 납부하기 때문에 보호구역의 부족들이 통제권을 행사할 수 없다. 이런 땅들은 사실상 지역 정부의 영역이 된다.[38]

인구 분포의 변화로 인해 보호구역과 지역 정부간의 갈등이 커지고 있다. 대표적으로 데빌즈강 수족과 노스 다코타주 간의 소송전이 있다. 데빌스강 수족의 경우 보호구역 내에 원주민이 더 많이 거주함에도 불구하고 비원주민 거주자들이 더 많은 땅을 소유하고 있었다. 사법부는 이에 대해 부족에게 비원주민 토지에 대한 통제권이 없다고 판결하였다. 사실상 원주민 보호구역 내에 있는 토지를 구매하면 그만큼 원주민 보호구역의 토지가 줄어들게 된다는 소리다. 이에 원주민 보호구역들은 개방공간과 폐쇄공간을 만들어 비원주민 거주자들과 원주민 거주자들의 영역을 구분했다.

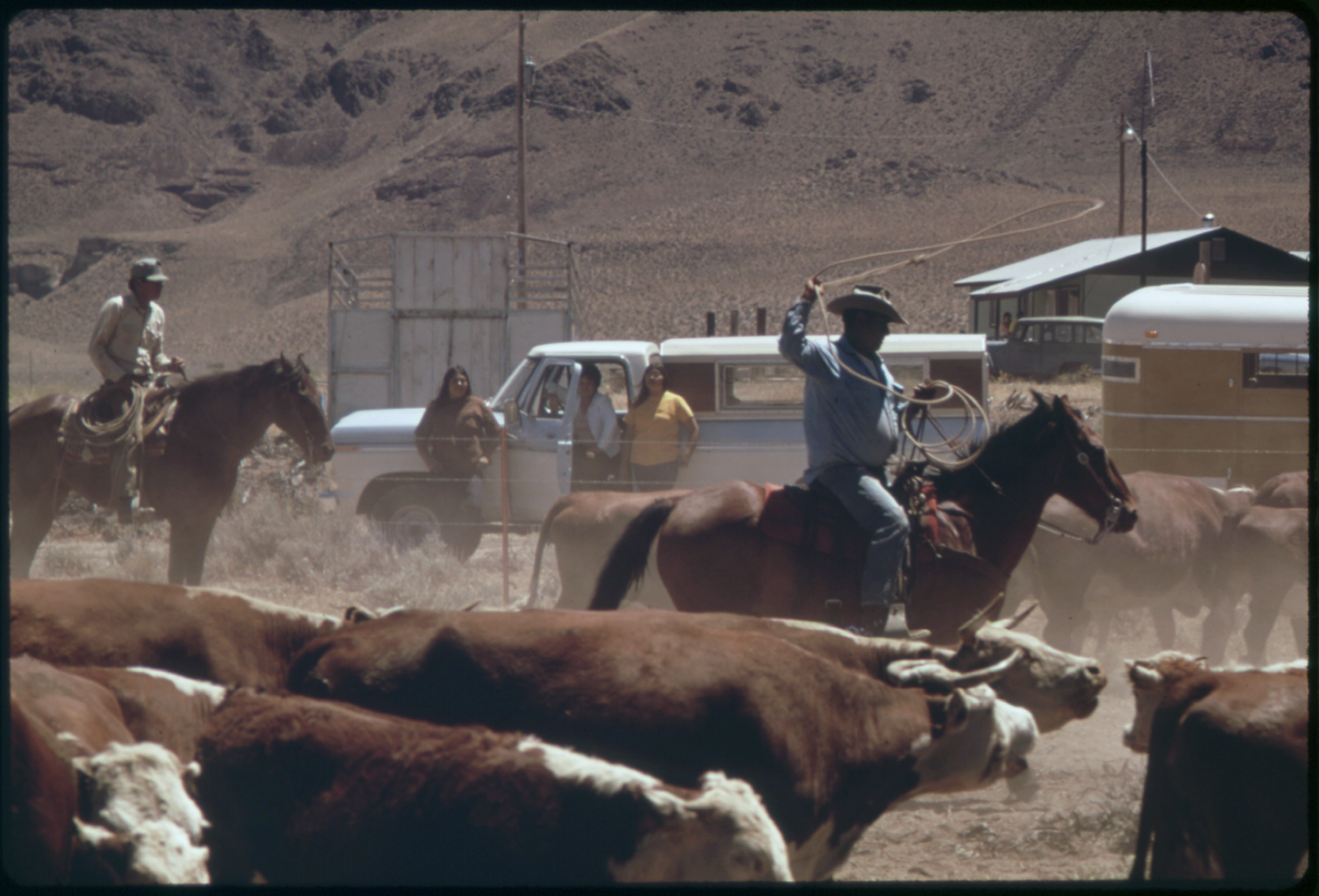
피라미드강 인디언 보호구역에서 가축을 모는 파이우테족 1973.

오늘날의 인디언 보호구역은 연방정부, 지역정부, 그리고 부족 정부로 구성된다. 주정부나 지역정부는 보호구역에 대해 제한된 통치권을 행사할 수 있다.
보호구역 내에는 교회 등의 건축물들이 있다. 이런 건축물들은 연방정부의 허가 아래 부족지에 지어진다. BIA 사무소, 병원, 학교, 그리고 기타 여러 시설들이 보호구역 내에 존재한다. 대부분의 보호구역들은 한개 이상의 학교 구역을 가지고 있다.

## 삶과 문화

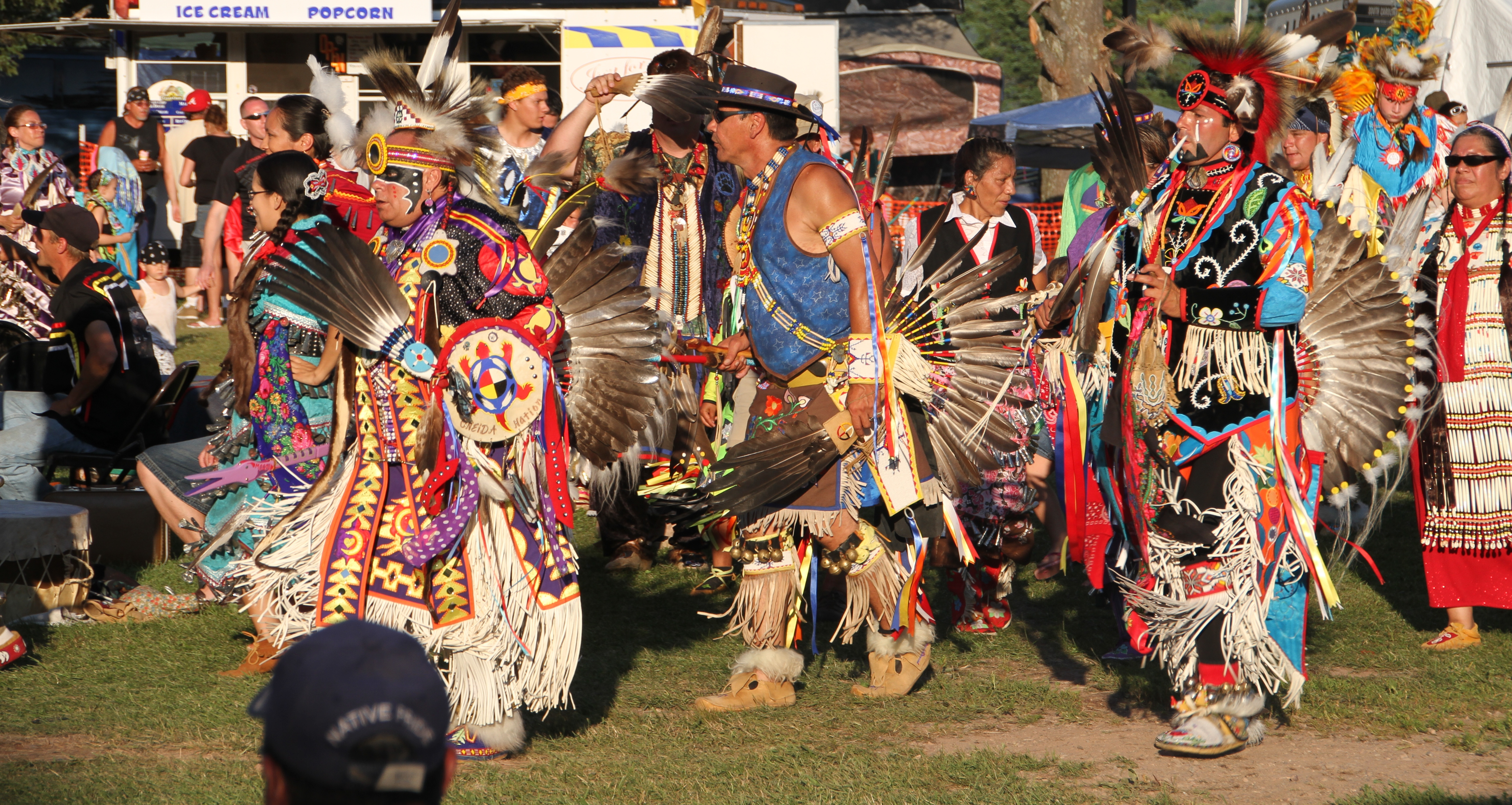
해마다 열리는 파우와우 행사에 참여중인 레드 클리프 인디언 보호구역 원주민들

보호구역 내에 사는 원주민들은 인디언 사무국(BIA)과 인디언 보건국을 통해 연방정부와 접촉한다.
보호구역에서의 삶은 개발도상국의 삶과 크게 다르지 않다. 기대수명은 짧고, 영양실조에 시달리고, 빈곤하며, 마약 및 알코올 중독에 시달린다. 미국에서 가장 가난한 두 카운티가 사우스다코타주의 버팔로 카운티와 오글라라 라코타 카운티인데, 이곳에는 로워 브룰 인디언 보호구역과 파인 릿지 인디언 보호구역이 있다. 이들이 빈곤한 이유는 보호구역 정부가 연방정부의 지원을 받기 힘들기 때문이다.
대개 사람들은 아메리카 원주민들이 생태 친화적인 문화를 가지고 있고 자연과의 조화를 중시한다고 생각한다. 그러나 최근 일부 역사문화학자들은 이러한 편견은 부정확한 낭만주의라고 비판한다. 한편으로는 원주민들의 자원분쟁 해결 및 관리 전략을 근거로 원주민들의 전통적인 자연환경 철학과 서구의 자연환경 철학은 차이가 있다고 주장하는 학자들도 있다.

## 도박
원주민 보호구역은 외부의 규제에서 어느 정도 자유롭기 때문에 도박 산업이 특히나 활성화되어 있다. 주 정부나 지역정부가 이를 단속하거나 금지하려고 시도했던 적이 없던것은 아니지만 주 정부나 지역정부의 이러한 시도들은 대부분 실패로 끝났다. 대표적으로 1979년에 플로리다의 세미놀족이 "빙고"라고 불리는 미국의 도박을 보호구역 안에서 하다가 적발되었다. 주 정부가 이를 기소했지만 법원에서는 문제가 없다고 판결했다. 1980년 미국 연방대법원은 "캘리포니아 대 캐버존 밴드" 판결에서 주정부나 지역정부가 인디언 보호구역 내에서의 도박을 규제할 권한이 없다고 판결했다. 1988년, 미국 의회에서는 원주민 부족들이 자신들의 보호구역 내에 주 정부가 허용하는 형식의 도박 시설을 건설할 수 있게끔 허가한 인디언 도박 규제법을 통과시켰다.
오늘날의 원주민 보호구역의 카지노들은 많은 관광객들을 끌어모으고 있다. 카지노를 위한 리조트 산업 역시 활성화되어있으며, 이를 잘 활용하여 많은 부를 축적해 경제 발전에 성공한 부족들도 있다. 보호구역 자치정부가 카지노 사업으로 벌어들인 돈들은 인프라 확충, 교육, 그리고 보건 산업에 투자된다고 한다.

## 범죄 및 사법 기관
보호구역 내에서 벌어지는 주요 범죄에 대한 수사권은 1885년에 제정된 "주요범죄법" 이후로 FBI 등의 연방정부 수사기관이 가지고 있다. 마찬가지로 기소권 역시 미국의 연방검사에 의해 이루어지며, 재판 역시 연방법원에서 이루어진다.
그러나 부족 법원 역시 존재하는데, 이들은 비주요 범죄를 담당하며 2010년 7월 29일 전까지는 1년 이하의 징역만 선고할 수 있었다. 그러나 2010년 7월 29일에 제정된 "부족법과 질서법"으로 이제 부족 법원은 3년 이하의 징역까지 선고할 수 있게 되었다. 해당 법률의 제정으로 인해 부족법원에서 재판받는 피고인의 권리도 몇가지 추가되었다.
2010년 1월 11일 미국 법무부는 인디언 보호구역에서의 법 집행 시 발생하는 문제점들을 인식하고, 현존하는 문제 해결에 최우선 순위를 부여하는 인디언 국가법 시행 계획을 제정했다.
법무부와 인디언 보호구역은 특별한 관계를 가진다. 인디언 보호구역에서 주요 범죄가 발생했을 때 법무부는 자체적으로 유죄 판결을 선고할 수 있다. 우리(법무부)의 역할은 주요범죄의 최우선 검사로서 심각한 범죄를 담당하고 인디언 보호구역의 시민들에 대한 의무와 특별한 사명을 다하는 것이다. 부족 사회의 공공 안전은 법무부의 최우선 사명 중 하나이다.— 미국 법무부, 2010년 1월 11일 각서에서, center

특히나 법무부는 가정폭력과 성범죄 등의 범죄의 퇴치를 강조하였다.
1953년에 통과된 공공법 280(PL 280)은 원주민들과 연루된 범죄에 대해 주 정부에게 사법권을 부여하였다. 이후에 제정된 법들은 주로 하여금 판결을 뒤집을 수 있게 만들었고, 실제로 일부 지역에서 이러한 일들이 벌어지고는 했다. PL280이 적용된 보호구역에서 자료와 사법기관의 미숙한 대응으로 인해 사법적인 혼란과 부족들의 불만, 소송전이 이어졌다.

인디언 보호구역에서는 아직도 원주민 여성들에 대해 많은 성범죄가 일어나고 있는 것으로 보인다. 원주민 사회의 전반적인 젠더 인식 향상과 사법 시스템 개혁이 필요한 상황이다.

### 보호구역 내에서의 폭력 및 자살 문제
통계에 따르면 원주민 보호구역 내에서의 알코올 중독으로 인한 사망은 미국 평균의 4배에 달한다. 뿐만 아니라 교통 사고, 간 질환, 살인, 자살, 추락사 문제도 심각하다. 특히나 알코올 중독으로 인한 사망은 북부 평원 원주민들에게 제일 흔하다고 한다. 연방법에 의해 인디언 보호구역 내에서는 부족의 허가 없이 주류를 판매하는 것이 금지되어 있다.
갱 역시 보호구역 내에서 판을 치고 있는 상황이다. 2009년 12월 13일 뉴욕 타임즈에 의하면 파인 릿지 인디언 보호구역 내에서만 39개의 갱 단체가 있었고 5000명의 갱 멤버들이 있었다고 한다.
이런 시궁창같은 상황 때문에 자살률도 매우 높다. 2004년부터 2013년 사이에만 파인 릿지 인디언 보호구역에선 1000건에 이르는 자살 미수가 보고되었다. 심지어 2014년 12월부터 수개월간 청소년 7여명이 잇달아 자살하자 보호구역 내 재학생들은 "다음엔 누가 죽을까"라며 호기심을 드러내고, 학교 선배들은 "차라리 이번 생을 끝내고 다음 생에 더 좋은 곳에서 태어나는게 낫다"라는 조언까지 하고 있는 상황이라고, 파인릿지 고등학교에서는 다수의 여학생들이 동반자살을 시도하다가 선생에게 발견되어 가까스로 살아난 경우도 있다. 이처럼 청소년 자살문제가 날로 심각해지고 있는데, 대부분은 척박한 환경과 술과 마약에 찌든 가정에서 폭력에 시달려 자살을 선택하는 경우가 많다.

## 정치
연방에게 인정받은 부족들은 자치권을 행사할 수 있다. 단순히 입법권만을 가지는 것이 아니라, 전기와 에너지 생산을 규제 및 관리할 수 있고, 조약을 체결할 수 있으며, 부족 법원에서 재판을 진행할 수도 있다.

## 같이 보기
- 아메리카 원주민

## 참조 링크
- BIA full-size Indian reservations in the continental United States – National Park Service
- US Census tallies for Indian reservations
- Chapter 5: American Indian and Alaska Native Areas, U.S. Census Bureau, Geographic Areas Reference manual (PDF)
- Tribal Leaders Directory
- Native American Technical Corrections Act of 2003
- Gambling on the reservation April 2004 Christian Science Monitor article with links to other Monitor articles on the topic
- Henry Red Cloud of Oglala Lakota Tribe on the Recession's Toll on Reservations—video report by Democracy Now!
- TribalJusticeandSafety.gov U.S. Department of Justice website devoted to Indian issues
- "Public Law 280 and Law Enforcement in Indian Country – Research Priorities"
- Indian land cession by years 보관됨 2014-08-11 - 웨이백 머신

1. 1 2 3 4  “Frequently Asked Questions, Bureau of Indian Affairs”. Department of the Interior. 2015년 8월 8일에 확인함.
2. ↑  “Navajo Population Profile 2010 U.S. Census” (PDF). 2018년 10월 7일에 확인함.
3. ↑  Department of the Interior, Bureau of Indian Affairs (2015년 1월 14일). “Indian Entities Recognized and Eligible to Receive Services From the United States Bureau of Indian Affairs” (PDF). 《Federal Register》 80 (9). 1942–1948면. FR Doc. 2015–00509 Filed 1–13–15; 8:45 am.
4. ↑  “Federal Acknowledgment of the Pamunkey Indian Tribe” (PDF). 14 July 2015에 원본 문서 (PDF)에서 보존된 문서.  8 August 2015에 확인함.
5. ↑  Sutton, 199.
6. ↑  Kinney, 1937; Sutton, 1975
7. ↑  Davies & Clow; Sutton 1991.
8. ↑  For general data, see Tiller (1996).
9. ↑  See, e.g., United States v. Dion, 476 U.S. 734 (1986); Francis v. Francis, 203 U.S. 233 (1906).
10. ↑  “Racial and Ethnic Residential Segregation in the United States: 1980–2000”. Census.gov. 2012년 6월 5일에 확인함.
11. ↑  For Los Angeles, see Allen, J. P. and E. Turner, 2002. Text and map of the metropolitan area show the widespread urban distribution of California and other Native Americans.
12. ↑  "US should return stolen land to Indian tribes, says United Nations". The Guardian. 4 May 2012.
13. ↑  “Native American reservation background”. 2016년 9월 13일에 확인함.
14. ↑  “This Day in Geographic History: First Indian Reservation”. 《National Geographic Society》 (영어). National Geographic Society. 2014년 7월 18일. 2018년 7월 12일에 원본 문서에서 보존된 문서. 2018년 7월 12일에 확인함.
15. 1 2 3  Thomas, JD (2013년 8월 29일). “The Colonies' First and New Jersey's Only Indian Reservation”. 《Accessible Archives Inc.》. 2021년 5월 7일에 원본 문서에서 보존된 문서. 2018년 7월 12일에 확인함.
16. 1 2  Kephart, Bill & Mary. “The Kepharts: Cohawkin, Raccoon Creek, Narraticon all names left by Lenni-Lenape in Gloucester County”. 《NJ.com》. 2018년 7월 12일에 확인함. In 1758, the Colonial Legislature purchased land in Burlington County for a reservation. It was the first Indian Reservation in America and was called Edgepelick. Governor Bernard called it Brotherton. Today the area is known as Indian Mills. In 1801, an act was passed directing the sale of Brotherton, with the proceeds used to send the remaining Lenni-Lenape to the Stockbridge Reservation near Oneida, N.Y. There they formed a settlement called Statesburg. 7 November 2010
17. 1 2 3 4 5  Remarks on the Plan for Regulating the Indian Trade, September 1766 – October 1766, Founders Online
18. ↑  Belko, William S. (2004). “John C. Calhoun and the Creation of the Bureau of Indian Affairs: an Essay on Political Rivalry, Ideology, and Policymaking in the Early Republic”. 《South Carolina Historical Magazine》 105 (3): 170–197. JSTOR 27570693.
19. ↑  Andrew Jackson, “A letter by Andrew Jackson, President of the United States of America, Indian Treaties and Laws and Regulations Relating to Indian Affairs: To Which Is Added, An Appendix. Way and Gideon, Printers,” 1826.
20. ↑  Andrew Jackson, “A letter by Andrew Jackson, President of the United States of America, Indian Treaties and Laws and Regulations Relating to Indian Affairs: To Which Is Added, An Appendix. Way and Gideon, Printers,” 1826, 580.
21. 1 2  Martin Van Buren, President of the United States of America, ”Treaties between the United States and the Saginaw tribe of Chippewas,” 1837.
22. ↑  John Forsyth, the Secretary of State On behalf of, President Buren, Martin Van of the United States. Martin Van Buren, “Treaty Between: The United States of America and the First Christian and Orchard Parties of the Oneida Indians,” 1838.
23. 1 2  Buck Woodard, “Indian Land sales and allotment in Antebellum Virginia: trustees, tribal agency, and the Nottoway Reservation,” American Nineteenth Century History 17. no. 2 (2016): page number. 161-180.
24. ↑  James E Togerson "Indians against Immigrants: Old Rivals, New Rules: A Brief Review and Comparison of Indian Law in the Contiguous United States, Alaska, and Canada." American Indian Law Review 14, no. 1 (1988), 58.
25. 1 2  James E Togerson "Indians against Immigrants: Old Rivals, New Rules: A Brief Review and Comparison of Indian Law in the Contiguous United States, Alaska, and Canada." American Indian Law Review 14, no. 1 (1988), 57–103.
26. ↑  James E Togerson "Indians against Immigrants: Old Rivals, New Rules: A Brief Review and Comparison of Indian Law in the Contiguous United States, Alaska, and Canada." American Indian Law Review 14, no. 1 (1988), 59.
27. ↑  William J Bauer, “The Rise and Fall of Indian Country, 1825–1855,” History: Reviews of New Books 36, no. 2 (Winter 2008): 50.
28. ↑  William J Bauer, “The Rise and Fall of Indian Country, 1825–1855,” History: Reviews of New Books 36, no. 2 (Winter 2008): 51.
29. 1 2  George D Harmon, "The United States Indian Policy in Texas, 1845–1860,” The Mississippi Valley Historical Review 17, no. 3 (1930): 379.
30. ↑  George D Harmon, "The United States Indian Policy in Texas, 1845–1860,” The Mississippi Valley Historical Review 17, no. 3 (1930): 380.
31. ↑  Bennett, Elmer (2008). 《Federal Indian Law》. The Lawbook Exchange. 201–203쪽. ISBN 9781584777762.
32. ↑  “President Grant advances "Peace Policy" with tribes”. US National Library of Medicine. 2014년 11월 15일에 확인함.
33. ↑  Miller Center, University of Virginia 보관됨 8 4월 2014 - 웨이백 머신, Retrieved 7 April 2014.
34. ↑  Kinney 1937
35. 1 2  Tiller (1996)
36. ↑  Getches et al, pp. 140–190.
37. ↑  The Equalization Act, 1959.
38. ↑  Sutton, ed., 1991.
39. ↑  Wishart and Froehling
40. ↑  “Enabling Act of 1910” (PDF). 2013년 2월 8일에 확인함.
41. ↑  “FastStats”. 《www.cdc.gov》 (미국 영어). 2017년 4월 24일에 확인함.
42. ↑  Johansen, Bruce E., and Barry Pritzker. 2008. Encyclopedia of American Indian history. Santa Barbara, Calif: ABC-CLIO. p. 156. ISBN 9781851098170.
43. ↑  “How Do Tribal Governments Work?”. 《Southeastern Oklahoma State University》 (미국 영어). 2018년 12월 3일에 확인함.
44. ↑  Lee., Schweninger (2008년 1월 1일). 《Listening to the land : Native American literary responses to the landscape》. University of Georgia Press. ISBN 9780820330587. OCLC 812757112.
45. ↑  Goode, Ron W. "Tribal-Traditional Ecological Knowledge." News from Native California, vol. 28, no. 3, Spring2015, p. 23. EBSCOhost, search.ebscohost.com/login.aspx?direct=true&db=f5h&AN=102474325&site=eds-live.
46. ↑  “Native Americans in South Dakota: An Erosion of Confidence in the Justice System”. Usccr.gov. 2012년 6월 5일에 확인함.
47. ↑  "Lawless Lands" 보관됨 4 3월 2016 - 웨이백 머신, a four-part series in The Denver Post last updated  21 November 2007
48. ↑  "Expansion of tribal courts' authority passes Senate" 보관됨 4 3월 2016 - 웨이백 머신 article by Michael Riley in The Denver Post Posted: 25 June 2010 01:00:00 AM MDT Updated: 25 June 2010 02:13:47 AM MDT Accessed 25 June 2010
49. ↑  "President Obama signs tribal-justice changes" 보관됨 4 3월 2016 - 웨이백 머신 article by Michael Riley in The Denver Post, Posted: 30 July 2010 01:00:00 AM MDT, Updated: 30 July 2010 06:00:20 AM MDT, accessed 30 July 2010
50. ↑  "MEMORANDUM FOR UNITED STATES ATTORNEYS WITH DISTRICTS CONTAINING INDIAN COUNTRY" Memorandum by David W. Ogden Deputy Attorney General, Monday, 11 January 2010, Accessed 12 August 2010
51. ↑  "Public Law 280 and Law Enforcement in Indian Country – Research Priorities December 2005", accessed August 12, 2010
52. ↑  Timonthy Williams (2012년 5월 22일). “For Native American Women, Scourge of Rape, Rare Justice”. 《The New York Times》. 2012년 5월 23일에 확인함.
53. ↑  "Study: 12 percent of Indian deaths due to alcohol" Associated Press article by Mary Clare Jalonick Washington, D.C. (AP) 9-08 News From Indian Country accessed 7 October 2009
54. ↑  “Native American reservation lifts alcohol ban”. 2017년 4월 24일에 확인함.
55. ↑  "Gang Violence On The Rise On Indian Reservations". NPR: National Public Radio. 25 August 2009.
56. ↑  "Indian Gangs Grow, Bringing Fear and Violence to Reservation". The New York Times. 13 December 2009
57. 1 2  꽉 막힌 미래… 죽음 택하는 인디언 청소년들
58. ↑  www.browsermedia.com, BrowserMedia -. “Tribal Governance | NCAI”. 《www.ncai.org》 (영어). 2018년 12월 3일에 확인함.
59. ↑  “How Do Tribal Governments Work?”. 《Southeastern Oklahoma State University》 (미국 영어). 2018년 12월 3일에 확인함.